# Брэдхем, Калеб
Калеб Дэвис Брэдхем (англ. Caleb Davis Bradham; 27 мая 1867[…], Чинквапин, Северная Каролина[…] — 19 февраля 1934[…], Нью-Берн) — американский фармацевт, бизнесмен, наиболее известный как изобретатель безалкогольного напитка Pepsi.

## Биография

### Карьера в медицине
Калеб Дэвис Брэдхем родился 27 мая 1867 года в Северной Каролине. После окончания Университета Северной Каролины в Чапел-Гилл продолжил обучение в Медицинской школе штата Мэриленд в надежде стать врачом. Во время учёбы он подрабатывал фармацевтом в небольшой аптеке.
Семейные обстоятельства заставил Брэдхема бросить обучение и вернуться в Северную Каролину. Он недолгое время преподавал, но потом решился максимально приблизить свою работу к медицине, открыв собственную аптеку в центре Нью-Берна.

### Фонтан с содовой в аптеке Калеба
С 1798 года в США в моду вошли так называемые содовые фонтаны. Это были специальные агрегаты, из которых разливалась шипучая газировка. Такие автоматы в современном дизайне устанавливались в ресторанах-фастфуда.
В конце XIX века такой аппарат располагался в аптеке Брэдхема. В его заведение заходили не только за лекарствами, но и для ведения непринуждённых бесед, что было распространённой практикой на тот период времени. Здесь местные жители Нью-Берна любили часами сидеть и слушать музыкальный автомат, попивая газированные напитки.
В 1893 году Калеб Брэдхем начал экспериментировать с разными комбинациями соков, специй и сиропов. Его клиентам больше всего нравился вкус из ванили, редких эфирных масел и экстракта ореха растения Кола. Газировку назвали в честь создателя Brad’s Drink.
В 1898 году фармацевт переименовывает свой напиток из Brad’s Drink в Pepsi Colа. Предположительно, напиток получил название Pepsi Cola, поскольку Калеб считал, что он способствует пищеварению так же, как фермент пепсин, хотя он и не использовался в качестве ингредиента. Но эти данные не имеют однозначных доказательств. По другой версии, название произошло от показания Калеба Брэдхема к употреблению сиропа от расстройства желудка, то есть от диспепсии.

### Развитие Pepsi-Cola

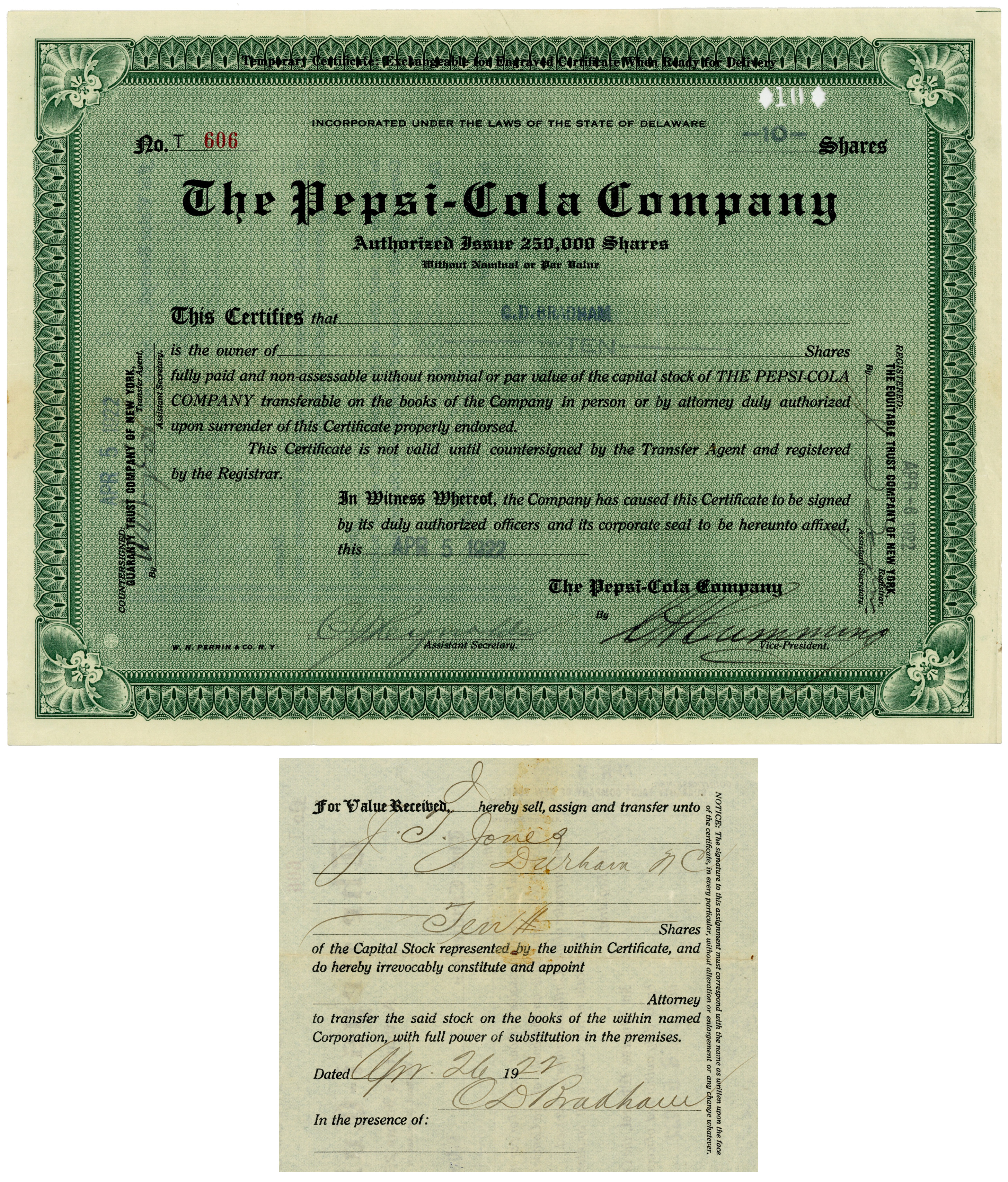
Акция компании «Пепси-Кола», выданная 5 апреля 1922 года Калебу Брэдхему и подписанная им на обратной стороне в качестве индоссанта по случаю передачи акций

Сладкий газированный напиток был невероятно популярен, и в 1903 году Бредхэем принял решение зарегистрировать его в качестве товарного знака. За следующий год продажи достигли почти 91 000 литров напитка. Было принято решение начать выпуск напитка Pepsi Cola в бутылках. В таком виде газировка распространилась по 24 штатам США.
Бизнес продолжал развиваться до Первой мировой войны. В годы войны в США были серьёзные перебои с сахаром, а затраты на производство напитка не окупали себя. Брэдхем пытался использовать заменитель сахара мелассу, однако результат оказался отрицательным. После войны цены на сахар выросли, но Брэдхем всё равно продолжил производство. Это привело к банкротству его компании Pepsi Cola в 1923 году, раскрытию формулы напитка и продаже его корпорации Craven Holding Corporation за 30 000 долларов.
Новые владельцы Pepsi Cola вернули бренд в ряды лидеров по продаже газировки в США в 1930-е годы, продавая бутылку напитка дешевле, чем конкуренты.

### После Pepsi-Cola
После отхода от бизнеса Калеб вступил в парамасонское общество Shriners, стал писарем в одном из храмов. Также он работал банковским служащим и почётным президентом государственной железной дороги, в течение 25 лет служил в военно-морских силах и ушёл в отставку в звании контр-адмирала.